# Wapishana
El wapishana (Wapixana) és una llengua arawak de Guyana i Brasil. El parlen més de 6.000 wapixana a banda i banda de la frontera entre el Brasil i Guyana. Al Brasil, la concentració més alta de parlants de wapishana es troba als municipis de Cantá i Bonfim, la regió de la Serra da Lua, on ha estat reconeguda com a llengua oficial des del 2014.
Les pressions externes han disminuït l'ús del wapishana entre les generacions més joves, i no va ser fins al 1987 que es va utilitzar el wapishana com a llengua d’ensenyament a les escoles indígenes de la comunitat lingüística. El 2009, la Universitat Federal de Roraima va crear un programa d'extensió per a l'aprenentatge de wapishana. A Guyana, hi ha organitzacions per a la preservació de la llengua, com ara Wapichan Wadauniinao Ati'o.

## Importància cultural
Molts dels noms de plantes i animals endèmics de la regió només es coneixen en wapishana, i la llengua té un sistema de taxonomia diferent. Un exemple són les tres classes de plantes, karam’makau, wapaurib bau i wapananinau, que són indicatives dels “criteris de cultiu” dels indígenes. Karam’makau representa les plantes que es recol·lecten en estat salvatge, mentre que el wapaurib bau són les plantes domesticades i que sovint porten noms segons la ubicació o el conreador d'origen. La mandioca, un aliment de gran importància per als indígenes de la regió, té una "desconcertant varietat de noms" en wapishana. Els wapananinau són plantes amb propietats màgiques i tenen funcions importants per als xamans de les creences tradicionals.

## Relació amb altres llengües indígenes
Kaufman (1994) va considerar wapishana, atorada i mapidian com a dialectes. Aikhenvald (1999) separa mawayana / mapidian / mawakwa (considerades com una sola llengua) del wapishana, i els inclou en una branca de Rio Branco. Ethnologue assenyala que atorada té un 50% de semblança lèxica amb wapishana i un 20% amb mapidian, i que wapishana i mapidian comparteixen un 10%. Ramírez (2020) considera que atorai és un dialecte de wapishana.:33
Wapishana i pemon, una llengua carib, s’han manllevat molt a causa de l’intens contacte mutu.

## Fonologia

### Consonants
|            |            | Labial | Alveolar | Retroflexa | Palatal | Velar | Glotal |
| ---------- | ---------- | ------ | -------- | ---------- | ------- | ----- | ------ |
| Oclusiva   | sorda      | p      | t        |            |         | k     | ʔ      |
| Oclusiva   | sonora     | b      |          | ɖ          |         | ɡ     |        |
| Africada   | Africada   |        |          |            | tʃ      |       |        |
| Nasal      | Nasal      | m      | n        |            | ɲ       |       |        |
| Fricativa  | Fricativa  |        | s        | ʐ          | ʃ       |       |        |
| Bategant   | Bategant   |        |          | ɽ          |         |       |        |
| Aproximant | Aproximant | w      |          |            | j       |       |        |

- Les consonants /b ɖ ʐ/ en posició final esdevenen sordes [p ʈ ʂ].[6]

### Vocals
|         | Frontal | Central | Posterior |
| ------- | ------- | ------- | --------- |
| Tancada | i iː    | ɨ ɨː    | u uː      |
| Oberta  |         | a aː    |           |

## Morfologia
Afixos personals del wapishana:
| 1 sg.   | n-/m- -na    |
| 2. sg.  | ɨ-/i- -i     |
| 3. sg.  | ɾ(ɨ/iʔ)- -sɨ |
| 3 refl. | a-           |
| 1 pl.   | wa- -wi      |
| 2. pl.  | ɨ- -wiko     |
| 3. pl.  | na- -nu      |
Afixos verbals del wapishana:
| temàtic    | -ta, -ɗa, -ɓa |
| present    | -e            |
| recíproc   | -(a)ka        |
| adjectival | -ɾe, -ke      |